# Odobești (Vrancea)
Odobești è una città della Romania di 8 474 abitanti, ubicata nel distretto di Vrancea, nella regione storica della Moldavia. 
Fa parte dell'area amministrativa anche la località di Unirea.